# Alfredo Backer
Alfredo Augusto Guimarães Backer ou simplesmente Alfredo Backer (1851, Silva Jardim 1937, Niterói) foi um médico e político brasileiro.
De ascendência alemã, diplomou-se em comércio e formou-se em medicina pela Faculdade do Rio de Janeiro. Clinicou muito tempo em Macaé, onde fundou o Partido Republicano Fluminense e integrou as campanhas abolicionistas durante o Segundo Reinado. Integrou a Assembléia Constituinte fluminense em 1892 e foi deputado estadual até 1894, reelegendo-se em 1901.
Na administração de Nilo Peçanha atuou como secretário-geral do estado e foi vereador e presidente da Câmara Municipal em Macaé. Em 1905, foi eleito deputado federal, chegando ao governo fluminense no ano seguinte, em 31 de dezembro de 1906. Depois de enfrentar forte oposição chefiada pelo então vice-presidente e, posteriormente, presidente da República, Nilo Peçanha, acabou desalojado do palácio do governo em Niterói por forças do Exército, um dia antes de terminar seu mandato, em 30 de dezembro de 1910.
Em junho de 1932, uma facção dentro do PRF chefiada por Alfredo Backer desligou-se do partido para fundar uma nova organização, o Partido Liberal Social Fluminense, descontente com os rumos que a agremiação tomara durante a campanha pela reconstitucionalização do país liderada pela Frente Única Paulista (FUP).